# Ferland Mendy
Ferland Mendy (Meulan-en-Yvelines, 8 giugno 1995) è un calciatore francese, difensore del Real Madrid e della nazionale francese.

## Biografia
A 14 anni ha rischiato di concludere la sua carriera per via di un'artrite all'anca che lo ha costretto a stare in sedia a rotelle. Nonostante avesse corso il rischio di non potere più camminare, dopo 6-7 mesi di riabilitazione è tornato a muoversi normalmente. È cugino del portiere Édouard Mendy.

## Carriera
Cresciuto nelle giovanili del Paris Saint-Germain, esordisce da professionista con il Le Havre. Nella sua ultima stagione colleziona 35 presenze in Ligue 2. Il 29 giugno 2017 passa al Lione, esordendo in Ligue 1 da titolare il 26 agosto dello stesso anno, nella partita contro il Nantes. Resta al Lione per due stagioni, collezionando 57 presenze e 2 reti in Ligue 1.
Il 12 giugno 2019 si trasferisce al Real Madrid, con cui firma un contratto fino al 30 giugno 2025; secondo le indiscrezioni di stampa il costo del cartellino sarebbe pari a 48 milioni più bonus. A Madrid si impone subito come titolare della fascia sinistra grazie alle sue ottime prestazioni, tanto da relegare in panchina Marcelo.

## Statistiche

### Presenze e reti nei club
Statistiche aggiornate al 12 marzo.
| Stagione           | Squadra            | Campionato         | Campionato | Campionato | Coppe nazionali | Coppe nazionali | Coppe nazionali | Coppe continentali | Coppe continentali | Coppe continentali | Altre coppe | Altre coppe | Altre coppe | Totale | Totale |
| Stagione           | Squadra            | Comp               | Pres       | Reti       | Comp            | Pres            | Reti            | Comp               | Pres               | Reti               | Comp        | Pres        | Reti        | Pres   | Reti   |
| ------------------ | ------------------ | ------------------ | ---------- | ---------- | --------------- | --------------- | --------------- | ------------------ | ------------------ | ------------------ | ----------- | ----------- | ----------- | ------ | ------ |
| 2014-2015          | Le Havre           | L2                 | 1          | 0          | CF+CdL          | -               | -               |                    | -                  | -                  |             | -           | -           | 1      | 0      |
| 2015-2016          | Le Havre           | L2                 | 11         | 0          | CF+CdL          | 1+0             | 0               |                    | -                  | -                  |             | -           | -           | 12     | 0      |
| 2016-2017          | Le Havre           | L2                 | 35         | 2          | CF+CdL          | 1+2             | 0               |                    | -                  | -                  |             | -           | -           | 38     | 2      |
| Totale Le Havre    | Totale Le Havre    | Totale Le Havre    | 47         | 2          |                 | 4               | 0               |                    | -                  | -                  |             | -           | -           | 51     | 2      |
| 2017-2018          | O. Lione           | L1                 | 27         | 0          | CF+CdL          | 0+1             | 0               | UEL                | 7                  | 0                  |             | -           | -           | 35     | 0      |
| 2018-2019          | O. Lione           | L1                 | 30         | 2          | CF+CdL          | 4+2             | 1+0             | UCL                | 8                  | 0                  |             | -           | -           | 44     | 3      |
| Totale O. Lione    | Totale O. Lione    | Totale O. Lione    | 57         | 2          |                 | 7               | 1               |                    | 15                 | 0                  |             | -           | -           | 79     | 3      |
| 2019-2020          | Real Madrid        | PD                 | 25         | 1          | CR              | 0               | 0               | UCL                | 5                  | 0                  | SS          | 2           | 0           | 32     | 1      |
| 2020-2021          | Real Madrid        | PD                 | 26         | 1          | CR              | 0               | 0               | UCL                | 11                 | 1                  | SS          | 1           | 0           | 38     | 2      |
| 2021-2022          | Real Madrid        | PD                 | 22         | 2          | CR              | 0               | 0               | UCL                | 10                 | 0                  | SS          | 2           | 0           | 35     | 2      |
| 2022-2023          | Real Madrid        | PD                 | 18         | 0          | CR              | 2               | 0               | UCL                | 5                  | 0                  | SS+SU+Cmc   | 2+1+0       | 0           | 28     | 0      |
| 2023-2024          | Real Madrid        | PD                 | 23         | 0          | CR              | 1               | 0               | UCL                | 11                 | 0                  | SS          | 2           | 1           | 37     | 1      |
| 2024-2025          | Real Madrid        | PD                 | 14         | 0          | CR              | 2               | 0               | UCL                | 11                 | 0                  | SU+SS+Cmc   | 1+2+0       | 0           | 30     | 0      |
| Totale Real Madrid | Totale Real Madrid | Totale Real Madrid | 128        | 4          |                 | 6               | 0               |                    | 53                 | 1                  |             | 13          | 1           | 200    | 6      |
| Totale carriera    | Totale carriera    | Totale carriera    | 232        | 8          |                 | 17              | 1               |                    | 68                 | 1                  |             | 13          | 1           | 330    | 11     |

### Cronologia presenze e reti in nazionale
| Cronologia completa delle presenze e delle reti in nazionale ― Francia | Cronologia completa delle presenze e delle reti in nazionale ― Francia | Cronologia completa delle presenze e delle reti in nazionale ― Francia | Cronologia completa delle presenze e delle reti in nazionale ― Francia | Cronologia completa delle presenze e delle reti in nazionale ― Francia | Cronologia completa delle presenze e delle reti in nazionale ― Francia | Cronologia completa delle presenze e delle reti in nazionale ― Francia | Cronologia completa delle presenze e delle reti in nazionale ― Francia |
| Data                                                                   | Città                                                                  | In casa                                                                | Risultato                                                              | Ospiti                                                                 | Competizione                                                           | Reti                                                                   | Note                                                                   |
| ---------------------------------------------------------------------- | ---------------------------------------------------------------------- | ---------------------------------------------------------------------- | ---------------------------------------------------------------------- | ---------------------------------------------------------------------- | ---------------------------------------------------------------------- | ---------------------------------------------------------------------- | ---------------------------------------------------------------------- |
| 20-11-2018                                                             | Saint-Denis                                                            | Francia                                                                | 1 – 0                                                                  | Uruguay                                                                | Amichevole                                                             | -                                                                      |                                                                        |
| 4-6-2019                                                               | Nantes                                                                 | Francia                                                                | 2 – 0                                                                  | Bolivia                                                                | Amichevole                                                             | -                                                                      | 79’                                                                    |
| 8-6-2019                                                               | Konya                                                                  | Turchia                                                                | 2 – 0                                                                  | Francia                                                                | Qual. Euro 2020                                                        | -                                                                      | 46’                                                                    |
| 11-6-2019                                                              | Andorra la Vella                                                       | Andorra                                                                | 0 – 4                                                                  | Francia                                                                | Qual. Euro 2020                                                        | -                                                                      |                                                                        |
| 5-9-2020                                                               | Solna                                                                  | Svezia                                                                 | 0 – 1                                                                  | Francia                                                                | UEFA Nations League 2020-2021 - 1º turno                               | -                                                                      | 88’                                                                    |
| 8-9-2020                                                               | Saint-Denis                                                            | Francia                                                                | 4 – 2                                                                  | Croazia                                                                | UEFA Nations League 2020-2021 - 1º turno                               | -                                                                      |                                                                        |
| 14-10-2020                                                             | Zagabria                                                               | Croazia                                                                | 1 – 2                                                                  | Francia                                                                | UEFA Nations League 2020-2021 - 1º turno                               | -                                                                      |                                                                        |
| 22-9-2022                                                              | Saint-Denis                                                            | Francia                                                                | 2 – 0                                                                  | Austria                                                                | UEFA Nations League 2022-2023 - 1º turno                               | -                                                                      |                                                                        |
| 25-9-2022                                                              | Copenaghen                                                             | Danimarca                                                              | 2 – 0                                                                  | Francia                                                                | UEFA Nations League 2022-2023 - 1º turno                               | -                                                                      | 65’                                                                    |
| 9-6-2024                                                               | Bordeaux                                                               | Francia                                                                | 0 – 0                                                                  | Canada                                                                 | Amichevole                                                             | -                                                                      | 46’                                                                    |
| Totale                                                                 |                                                                        | Presenze                                                               | 10                                                                     |                                                                        | Reti                                                                   | 0                                                                      |                                                                        |

## Palmarès

### Club

#### Competizioni nazionali
- Supercoppa di Spagna: 3

Real Madrid: 2019, 2022, 2024
- Coppa di Spagna: 1

Real Madrid: 2022-2023
- Campionato spagnolo: 3

Real Madrid: 2019-2020, 2021-2022, 2023-2024

#### Competizioni internazionali
- UEFA Champions League: 2

Real Madrid: 2021-2022, 2023-2024
- Supercoppa UEFA: 2

Real Madrid: 2022, 2024
- Coppa Intercontinentale FIFA: 1  (record)

Real Madrid: 2024